# Église Santa María del Naranco d'Oviedo
L'église Santa Maria del Naranco est un édifice religieux catholique situé à Oviedo, en Espagne.

## Situation
Elle est située à trois kilomètres d'Oviedo, sur la pente sud du Monte Naranco. Ce site offre un agréable panorama sur Oviedo et, au loin, sur les pics d'Europe.
De style préroman asturien, elle a été inscrite au patrimoine mondial de l'Humanité en décembre 1985.
Proche de Santa Maria del Naranco, à moins de 100 mètres, on trouve l'Église de San Miguel de Lillo, qui faisait aussi partie de l'ensemble palatial.

## Histoire
Le palais a été consacré le 23 juin 848, (on peut lire cette date, dans l'autel, à l'extérieur de l'église) pendant le règne de Ramiro Ier comme résidence palatiale, il était proche d’une forêt permettant la chasse.
Le palais fut converti, après le transfert de la capitale du royaume à León, en 913, en une église, dédiée à Santa Maria del Naranco. 

## Architecture

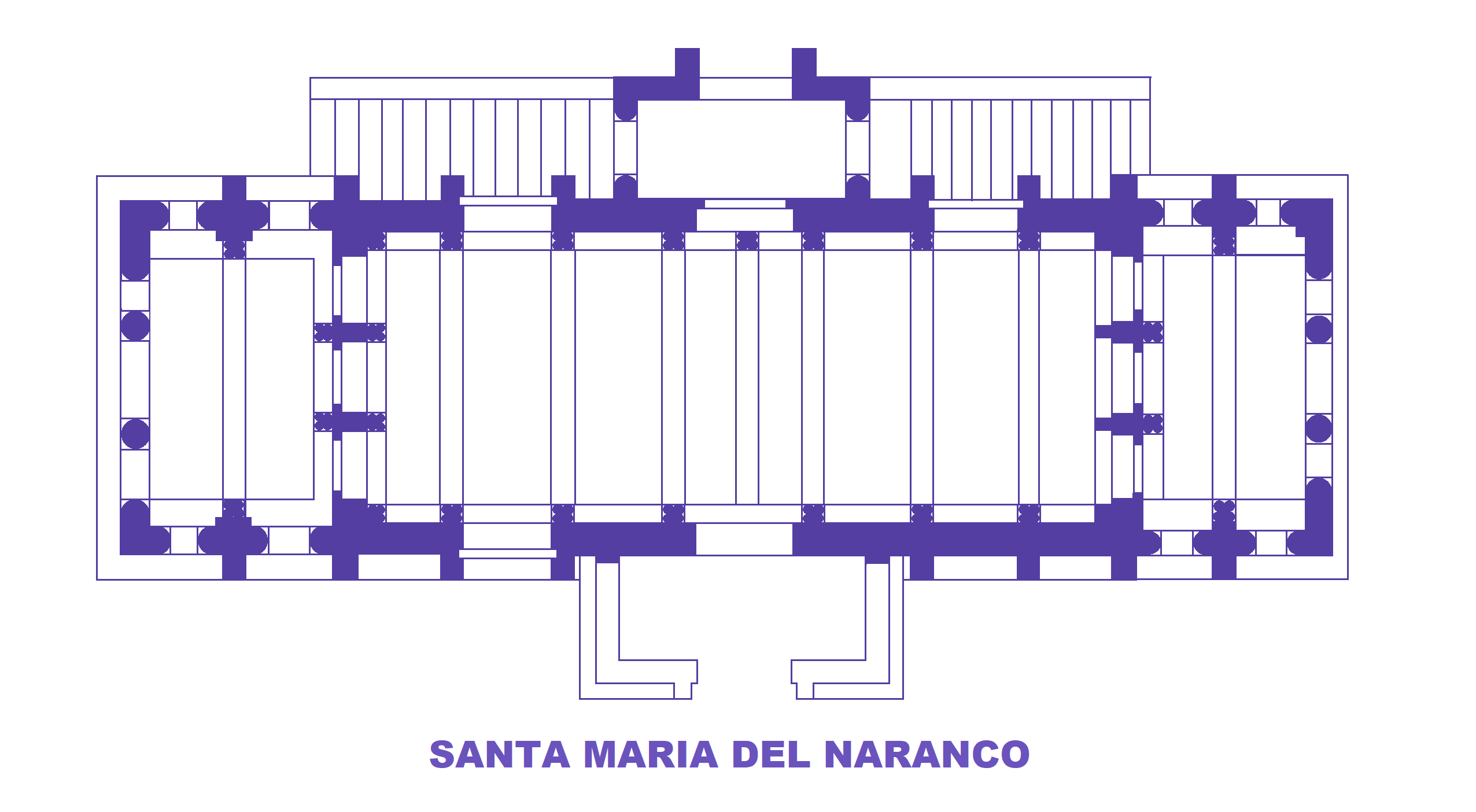
Plan de Santa Maria del Naranco

Le palais de Naranco est une construction de petite taille, tout en verticalité, où l’utilisation des arcs doubleaux, permettant des voûtements en pierre, a été généralisée. Cette technique allait être exploitée, moins de deux siècles plus tard, par les bâtisseurs de l'époque romane.
Cet édifice quadrangulaire, de 20 × 6 mètres, à étage, le second est de double hauteur par rapport au premier, renforcé par des contreforts à cannelures et éclairé de grandes baies, séduit par ses lignes harmonieuses. 
Le plan inférieur est une salle couverte, avec voûte en berceau, divisée en cinq bras par des arcs-doubleaux, sans fenêtre, différencié dans trois domaines : la centrale pour la garde et les servitudes, la seconde comme chapelle royale privée, et la troisième pour les bains. 
L’étage supérieur, auquel on accède par des escaliers extérieurs, est un grand salon rectangulaire, voûté en berceau, ouvert dans ses extrémités, par des loggias fermées par une triple arcade. 
La décoration a su s'adapter aux nécessités de l'architecture : un faisceau de colonnettes torsadées habille les piliers ; les chapiteaux des loggias sont corinthiens et ceux qui s'adossent aux murs, prismatiques ; les arcs doubleaux se prolongent jusqu'aux écoinçons des arcs par un pilastre cannelé et un disque décoré aussi minutieusement qu'un tissu oriental. 
Le même décor se retrouve à l'extérieur, avec la même symétrie.

## Protection
L'église fait l’objet d’un classement en Espagne au titre de bien d'intérêt culturel depuis le 24 janvier 1885.
La zone de protection autour de l'église fait l’objet d’une demande de classement en Espagne au titre de bien d'intérêt culturel depuis le 10 juillet 2007.